# Alina Kozich
Alina Kozich (née le 16 décembre 1987 à Kiev) est une gymnaste ukrainienne ayant également concouru pour l'Ouzbékistan. Elle était membre de l'équipe nationale ukrainienne aux Jeux olympiques d'été de 2004 et 2008.